# Saint-Symphorien-sur-Coise
Saint-Symphorien-sur-Coise es una comuna francesa situada en el departamento de Ródano, de la región de Auvernia-Ródano-Alpes.

## Demografía
| 2 960 | 3 063 | 3 311 | 3 225 | 3 211 | 3 069 | 3 382 | 3 627 |
| Para los censos de 1962 a 1999 la población legal corresponde a la población sin duplicidades (Fuente: INSEE [Consultar]) |       |       |       |       |       |       |       |